# Грач
Грач (лат. Corvus frugilegus) — широко распространённый в Евразии вид птиц рода воронов.

## Описание
Длина 45—47 см. Масса взрослой особи составляет от 280 до 340 г, размах крыльев от 81 до 99 см. Перья чёрные, с фиолетовым отливом. У взрослых птиц основание клюва голое; у молодых птиц перья у основания клюва есть, но позже они выпадают.
От серой вороны грач отличается окраской, от чёрной вороны — цветом клюва (у грача светлый) и формой тела, от ворона — размерами: ворон значительно крупнее.
Чёрный цвет оперения позволяет птицам жить в более холодных условиях.

## Распространение
Вид распространён в Евразии от Скандинавии на восток до побережья Тихого океана. Был завезён в Новую Зеландию.

## Питание
Грачи всеядны, но главным образом питаются червями и личинками насекомых, которых они находят, копаясь в земле своим крепким клювом. Любят большими стаями следовать за пашущими землю. Эта особенность отражена в данном Карлом Линнеем латинском названии вида — Corvus frugilegus, «ворон, собирающий плоды».

## Гнездование
В северной части ареала грачи — перелётные птицы, в южной — оседлые.
Гнездятся на деревьях большими колониями. Обычная зимующая птица крупных населённых пунктов. Обитатель открытых ландшафтов. В населённых пунктах возле старых дорог на деревьях часто встречаются «грачевники» — колониальные поселения, состоящие из десятков гнёзд, которые используются много лет. Всеяден, но зимой питается в основном растительными кормами и пищевыми отходами человека. Зимой держатся одиночно и небольшими группами, часто вместе с другими врановыми.
Весной грач прилетает весьма рано, ещё лежит снег на полях. Период прилёта в разных местообитаниях падает на период с февраля по апрель. Гнездо строит из сухих сучьев, выстилает сухой травой, иногда клочками шерсти, тоненькими ветками, а также использует различный мусор. Гнездовая колония существует очень долго, даже десятилетия. Один раз в год бывает одна кладка из 3—7 яиц. Птенцы появляются в начале-середине апреля. Инкубация грачиных яиц составляет, по различным данным исследователей, 16—20 дней. Вылет грачат при достижении ими возраста слётков происходит через 30 дней. Вылетают в начале мая и в первой половине июня.
Ещё в конце XIX века мясо грачей употреблялось в пищу «бедным классом» в Европе и Российской Империи, в частности, в Германии и на Нечерноземье. В Германии грачей солили в бочках.

## Интеллект
Во время испытаний в Кембриджском университете в Англии было установлено, что грачи столь же умелы при создании и использовании простых орудий своими клювами, как шимпанзе при создании и использовании простых орудий своими руками.

## Галерея
- Грач на марке Казахстана 2011 года
- Алексей Саврасов «Грачи прилетели» (1871)
- яйцо Corvus frugilegus  - Тулузский музей